# Humphrey Chetham
Humphrey Chetham, född 10 juli 1580, död 1653, var en engelsk köpman som grundade bland annat Chetham's Hospital och Chetham's Library, det äldsta aktiva folkbiblioteket i den engelskspråkiga världen. Chetham föddes i Crumpsall, Greater Manchester som son till en framgångsrik köpman som bodde i Crumpsall Hall, Harpurhey. Han utbildade sig på Manchester Grammar School och strax därefter startade han ett eget bomullstillverkningsföretag tillsammans med sin bror George. Företaget var väldigt lönsamt för bröderna och Chetham köpte 1620 Clayton Hall i Manchester innan han 1628 kunde köpa Turton Tower av William Orrell.
Chetham tillfrågades om han ville bli adlad 1631, men han vägrade och blev därför bötfälld. Några år senare började Chetham samla på sig skulder, vilket gjorde honom rädd att staten skulle ta alla hans pengar vid hans död. Han donerade därför pengar för att grunda en skola för fyrtio fattiga pojkar, vilket sedan blev Chetham's Hospital och senare Chetham's School of Music. Han gav även pengar för att grunda biblioteket Chetham's Library. Både skolan och biblioteket öppnade först efter Chethams död 1653. Hans bror George fick ärva Clayton Hall efter honom.